# Eustrotia semiannulata
Eustrotia semiannulata är en fjärilsart som beskrevs av W. Warren 1913. Eustrotia semiannulata ingår i släktet Eustrotia och familjen nattflyn. Inga underarter finns listade i Catalogue of Life.